# Campionati europei di 470 2012
I Campionati europei di 470 2012 si sono svolti a Largs, nel Regno Unito, dal 25 giugno al 4 luglio 2012.

## Podi
| Evento        | Oro                                          | Argento                              | Bronzo                                        |
| 470 Open      | Croazia Šime Fantela Igor Marenić            | Regno Unito Ben Saxton Richard Mason | Russia Mikhail Sheremetyev Maksim Sheremetyev |
| 470 Femminile | Regno Unito Sophie Weguelin Sophie Ainsworth | Slovenia Tina Mrak Teja Černe        | Germania Annika Bochmann Elisabeth Panuschka  |

## Medagliere
| Posiz. | Nazione     | Oro | Argento | Bronzo | Totale |
| ------ | ----------- | --- | ------- | ------ | ------ |
| 1      | Regno Unito | 1   | 1       | 0      | 2      |
| 2      | Croazia     | 1   | 0       | 0      | 1      |
| 3      | Slovenia    | 0   | 1       | 0      | 1      |
| 4      | Russia      | 0   | 0       | 1      | 1      |
| 4      | Germania    | 0   | 0       | 1      | 1      |
| Totale | Totale      | 2   | 2       | 2      | 6      |